# Campionati mondiali di judo 2023
I campionati mondiali di judo 2023 si sono svolti dal 7 al 14 maggio 2023, presso l'Ali Bin Hamad al-Attiyah Arena di Doha, in Qatar.
Durante la finale dei +100 kg tra Teddy Riner e Inal Tasoev, si è verificata una situazione in cui né l'arbitro in pedana né la Commissione arbitrale dell'IJF hanno assegnato dei punti. In seguito, ad un'analisi più approfondita da parte di esperti, secondo le attuali regole arbitrali, si deciso di che si sarebbe potuto assegnare un punteggio per il contrattacco di Inal Tasoev. Pertanto, l'IJF ha dichiarato entrambi gli atleti vincitori dell'incontro e ha assegnato la medaglia d'oro e i corrispondenti punti di classifica a Inal Tasoev.

## Partecipanti
Il 29 aprile 2023, ultimo giorno utile per l'iscrizione all'evento, la Federazione Internazionale di Judo ha annunciato di aver autorizzato gli atleti russi e bielorussi a partecipare alla manifestazione sportiva come atleti individuali neutrali (AIN), dopo aver effettuato controlli sulla loro storia personale. In seguito all'annuncio, venti atleti russi e bielorussi sono stati iscritti a partecipare ai campionati. Di questi venti, almeno 5 sono stati segnalati per avere intrattenuto legami con le Forze armate russe nonostante il Comitato olimpico internazionale avesse suggerito di evitare la partecipazione di atleti legati alle forze armate russe o bielorusse o alle agenzie di sicurezza nazionale. Per protesta, la squadra ucraina si è ritirata dai campionati.

## Podi

### Uomini
| Categoria      | Oro                                                        | Argento                       | Bronzo                           |
| fino a 60 kg   | Francisco Garrigós Spagna                                  | Dilshodbek Baratov Uzbekistan | Giorgi Sardalashvili Georgia     |
| fino a 60 kg   | Francisco Garrigós Spagna                                  | Dilshodbek Baratov Uzbekistan | Lee Ha-rim Corea del Sud         |
| fino a 66 kg   | Hifumi Abe Giappone                                        | Joshiro Maruyama Giappone     | Yondonperenlein Baskhüü Mongolia |
| fino a 66 kg   | Hifumi Abe Giappone                                        | Joshiro Maruyama Giappone     | Walide Khyar Francia             |
| fino a 73 kg   | Nils Stump Svizzera                                        | Manuel Lombardo Italia        | Soichi Hashimoto Giappone        |
| fino a 73 kg   | Nils Stump Svizzera                                        | Manuel Lombardo Italia        | Murodjon Yuldoshev Uzbekistan    |
| fino a 81 kg   | T'at'o Grigalashvili Georgia                               | Matthias Casse Belgio         | Takanori Nagase Giappone         |
| fino a 81 kg   | T'at'o Grigalashvili Georgia                               | Matthias Casse Belgio         | Lee Joon-hwan Corea del Sud      |
| fino a 90 kg   | Luka Maisuradze Georgia                                    | Lasha Bekauri Georgia         | Marcus Nyman Svezia              |
| fino a 90 kg   | Luka Maisuradze Georgia                                    | Lasha Bekauri Georgia         | Sanshiro Murao Giappone          |
| fino a 100 kg  | Arman Adamian Atleti Individuali Neutrali                  | Lukáš Krpálek Rep. Ceca       | Zelym Kotsoiev Azerbaigian       |
| fino a 100 kg  | Arman Adamian Atleti Individuali Neutrali                  | Lukáš Krpálek Rep. Ceca       | Peter Paltchik Israele           |
| oltre a 100 kg | Teddy Riner FranciaInal Tasoev Atleti Individuali Neutrali | Non attribuita                | Alisher Yusupov Uzbekistan       |
| oltre a 100 kg | Teddy Riner FranciaInal Tasoev Atleti Individuali Neutrali | Non attribuita                | Rafael Silva Brasile             |

### Donne
| Evento        | Oro                         | Argento                       | Bronzo                               |
| fino a 48 kg  | Natsumi Tsunoda Giappone    | Shirine Boukli Francia        | Wakana Koga Giappone                 |
| fino a 48 kg  | Natsumi Tsunoda Giappone    | Shirine Boukli Francia        | Assunta Scutto Italia                |
| fino a 52 kg  | Uta Abe Giappone            | Diyora Keldiyorova Uzbekistan | Amandine Buchard Francia             |
| fino a 52 kg  | Uta Abe Giappone            | Diyora Keldiyorova Uzbekistan | Odette Giuffrida Italia              |
| fino a 57 kg  | Christa Deguchi Canada      | Haruka Funakubo Giappone      | Lkhagvatogoogiin Enkhriilen Mongolia |
| fino a 57 kg  | Christa Deguchi Canada      | Haruka Funakubo Giappone      | Jessica Klimkait Canada              |
| fino a 63 kg  | Clarisse Agbegnenou Francia | Andreja Leški Slovenia        | Szofi Özbas Ungheria                 |
| fino a 63 kg  | Clarisse Agbegnenou Francia | Andreja Leški Slovenia        | Joanne van Lieshout Paesi Bassi      |
| fino a 70 kg  | Saki Niizoe Giappone        | Giovanna Scoccimarro Germania | Michaela Polleres Austria            |
| fino a 70 kg  | Saki Niizoe Giappone        | Giovanna Scoccimarro Germania | Barbara Matić Croazia                |
| fino a 78 kg  | Inbar Lanir Israele         | Audrey Tcheuméo Francia       | Guusje Steenhuis Paesi Bassi         |
| fino a 78 kg  | Inbar Lanir Israele         | Audrey Tcheuméo Francia       | Alice Bellandi Italia                |
| oltre a 78 kg | Akira Sone Giappone         | Julia Tolofua Francia         | Beatriz Souza Brasile                |
| oltre a 78 kg | Akira Sone Giappone         | Julia Tolofua Francia         | Raz Hershko Israele                  |

### Misti
| Evento        | Oro | Argento | Bronzo |
| Squadre miste | Giappone Haruka Funakubo Soichi Hashimoto Kokoro Kageura Hayato Koga Moka Kuwagata Sanshiro Murao Saki Niizoe Tatsuru Saito Maya Segawa Akira Sone Goki Tajima Momo Tamaoki | Francia Orlando Cazorla Sarah-Léonie Cysique Romane Dicko Joan-Benjamin Gaba Marie-Ève Gahié Priscilla Gneto Coralie Hayme Alexis Mathieu Amadou Meité Maxime-Gaël Ngayap Hambou Margaux Pinot Joseph Terhec | Georgia Eter Askilashvili Lasha Bekauri Kote Kapanadze Eteri Lip'art'eliani Luka Maisuradze Lasha Shavdatuashvili Sophio Somkhishvili Guram Tushishvili Gela Zaalishvili |
| Squadre miste | Giappone Haruka Funakubo Soichi Hashimoto Kokoro Kageura Hayato Koga Moka Kuwagata Sanshiro Murao Saki Niizoe Tatsuru Saito Maya Segawa Akira Sone Goki Tajima Momo Tamaoki | Francia Orlando Cazorla Sarah-Léonie Cysique Romane Dicko Joan-Benjamin Gaba Marie-Ève Gahié Priscilla Gneto Coralie Hayme Alexis Mathieu Amadou Meité Maxime-Gaël Ngayap Hambou Margaux Pinot Joseph Terhec | Paesi Bassi Julie Beurskens Frank de Wit Koen Heg Michael Korrel Roy Meyer Kim Polling Guusje Steenhuis Karen Stevenson Noël van 't End Sanne van Dijke                  |

## Medagliere
| Posizione | Paese                       | Oro | Argento | Bronzo | Totale |
| --------- | --------------------------- | --- | ------- | ------ | ------ |
| 1         | Giappone                    | 6   | 2       | 4      | 12     |
| 2         | Francia                     | 2   | 4       | 2      | 8      |
| 3         | Georgia                     | 2   | 1       | 2      | 5      |
| –         | Atleti Individuali Neutrali | 1   | 1       | 0      | 2      |
| 4         | Israele                     | 1   | 0       | 2      | 3      |
| 5         | Canada                      | 1   | 0       | 1      | 2      |
| 6         | Spagna                      | 1   | 0       | 0      | 1      |
| 6         | Svizzera                    | 1   | 0       | 0      | 1      |
| 8         | Uzbekistan                  | 0   | 2       | 2      | 4      |
| 9         | Italia                      | 0   | 1       | 3      | 4      |
| 10        | Belgio                      | 0   | 1       | 0      | 1      |
| 10        | Rep. Ceca                   | 0   | 1       | 0      | 1      |
| 10        | Germania                    | 0   | 1       | 0      | 1      |
| 10        | Slovenia                    | 0   | 1       | 0      | 1      |
| 14        | Paesi Bassi                 | 0   | 0       | 3      | 3      |
| 15        | Brasile                     | 0   | 0       | 2      | 2      |
| 15        | Mongolia                    | 0   | 0       | 2      | 2      |
| 15        | Corea del Sud               | 0   | 0       | 2      | 2      |
| 18        | Austria                     | 0   | 0       | 1      | 1      |
| 18        | Azerbaigian                 | 0   | 0       | 1      | 1      |
| 18        | Croazia                     | 0   | 0       | 1      | 1      |
| 18        | Ungheria                    | 0   | 0       | 1      | 1      |
| 18        | Svezia                      | 0   | 0       | 1      | 1      |
| Totale    | Totale                      | 15  | 15      | 30     | 60     |

## Premi economici
Il montepremi totale è stato €998,000, di cui 798.000 euro per gli eventi individuali e 200.000 euro per quelli a squadre.
| Medaglia |         | Individuale | Individuale | Individuale |         | Squadre miste | Squadre miste | Squadre miste |
| Medaglia | Totale  | Judoka      | Allenatore  | Totale      | Judoka  | Allenatore    |               |               |
| Oro      | €26,000 | €20,800     | €5,200      | €90,000     | €72,000 | €18,000       |               |               |
| Argento  | €15,000 | €12,000     | €3,000      | €60,000     | €48,000 | €12,000       |               |               |
| Bronzo   | €8,000  | €6,400      | €1,600      | €25,000     | €20,000 | €5,000        |               |               |